# Dongfeng Yueda Kia
"Jiangsu Yueda Kia Motor Co., Ltd." est une entreprise de fabrication automobile dont le siège est à Yancheng, en Chine, et est une coentreprise entre le groupe Jiangsu Yueda et Kia. La société était autrefois connue sous le nom de « Dongfeng Yueda Kia Motors Co., Ltd. » jusqu'à ce que Dongfeng se retire de la coentreprise fin 2021.

## Histoire
En 2002, Dongfeng Yueda Kia est fondé en 2002. En août 2003, il a été annoncé que Dongfeng Yueda Kia investirait environ 600 millions de dollars US dans la construction d'une nouvelle usine d'assemblage dans la province de Jiangsu, avec une capacité de production de 400 000 véhicules par an.
En novembre 2011, Dongfeng Yueda Kia annonce la construction de sa troisième usine de fabrication automobile à Yancheng. La construction de l'usine s'est déroulée entre 2012 et 2014. L'usine a une capacité de production annuelle de 300 000 voitures. 
En décembre 2021, Dongfeng vend ses actions de 25 % dans la coentreprise à Jiangsu Yueda pour 297 millions de yuans,.

## Véhicules
- Kia Carnival
- Kia Furuidi
- Kia K2
- Kia K3/K3 Plug-in Hybrid
- Kia K4
- Kia K5/K5 Hybrid
- Kia KX Cross
- Kia KX1
- Kia KX3
- Kia KX3 Aopao
- Kia KX5
- Kia KX7
- Kia Pegas
- Kia Sportage
- Kia Sportage R

## Galerie

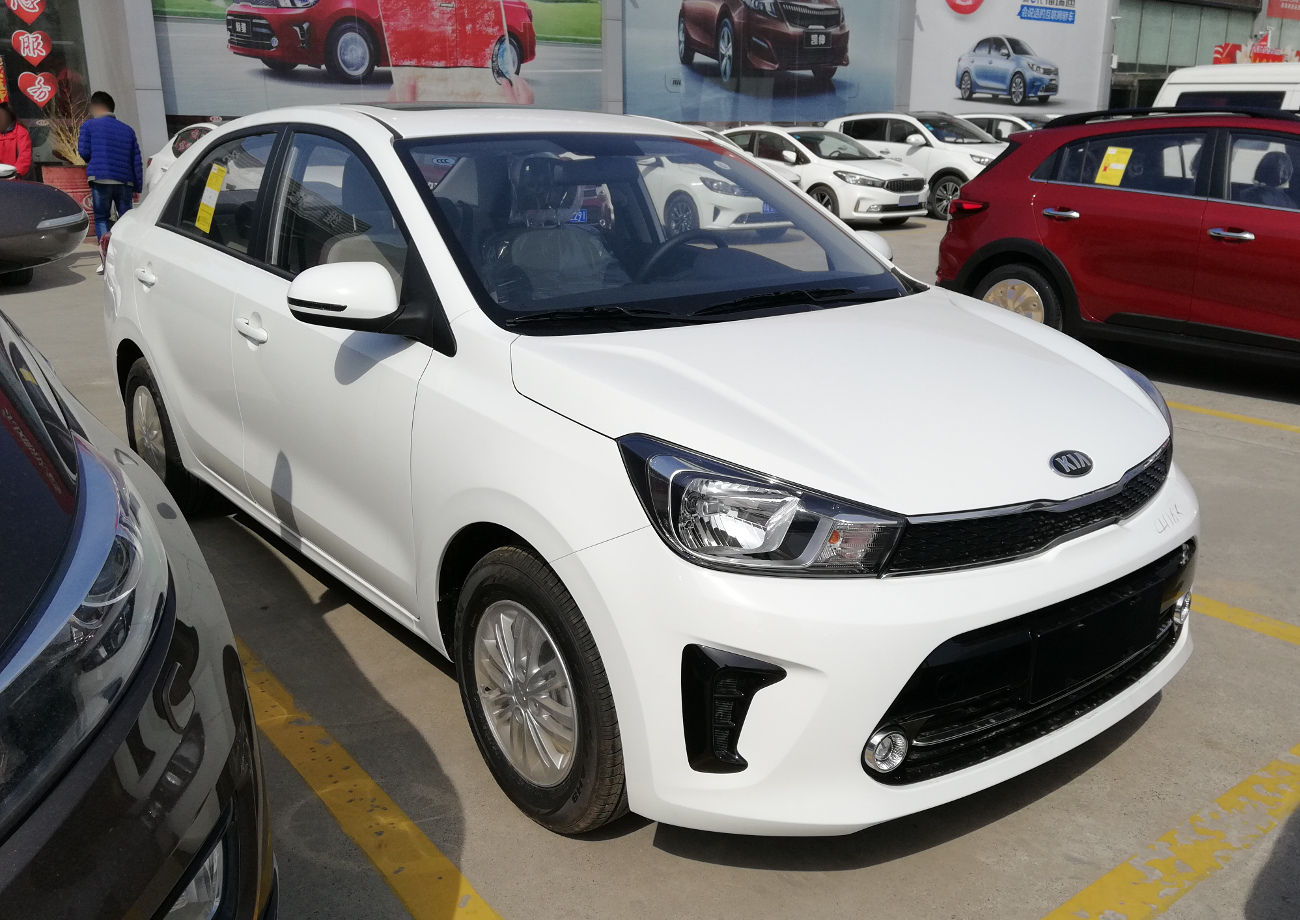
Kia Pegas
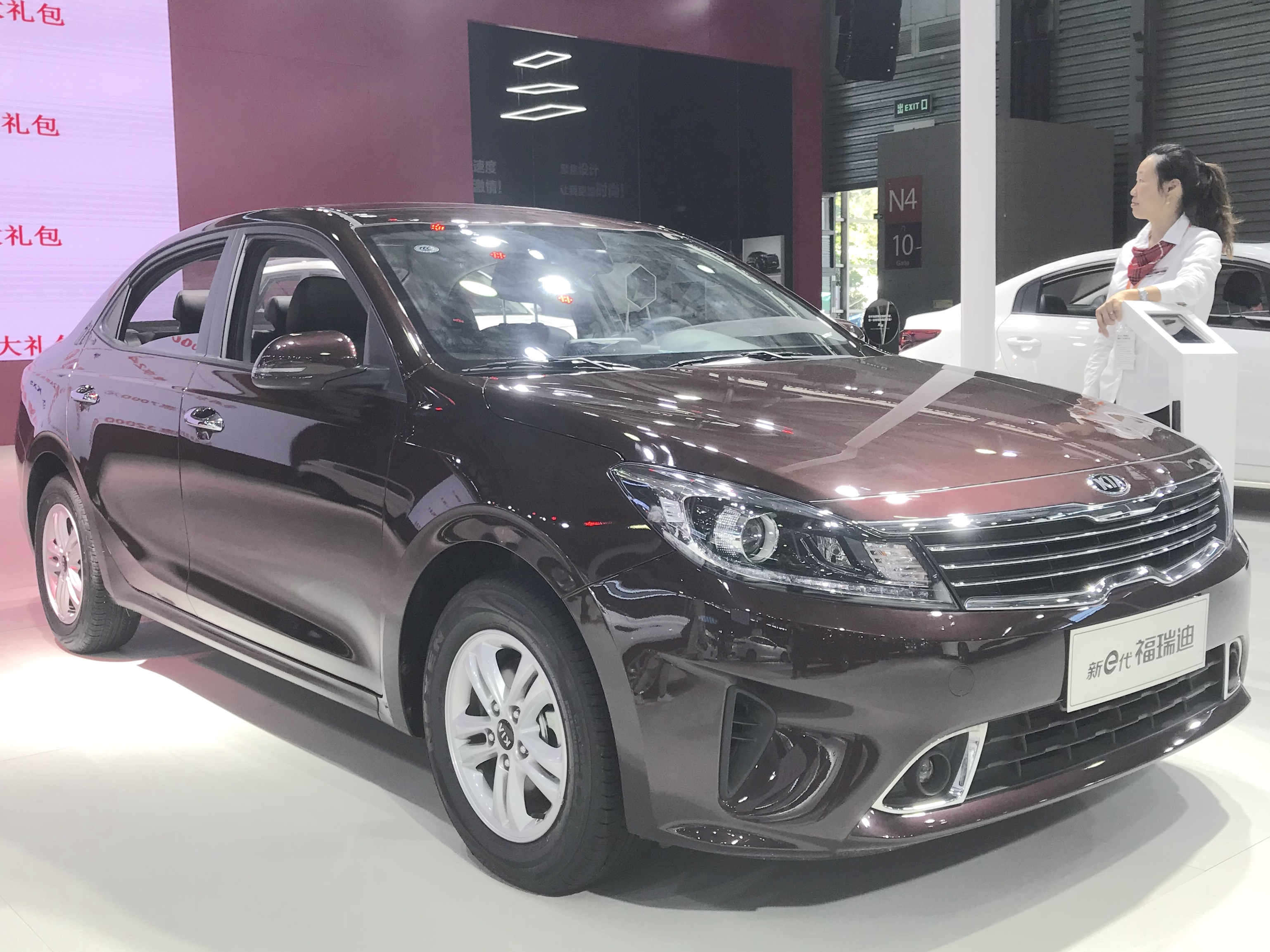
Kia Forte Furuidi
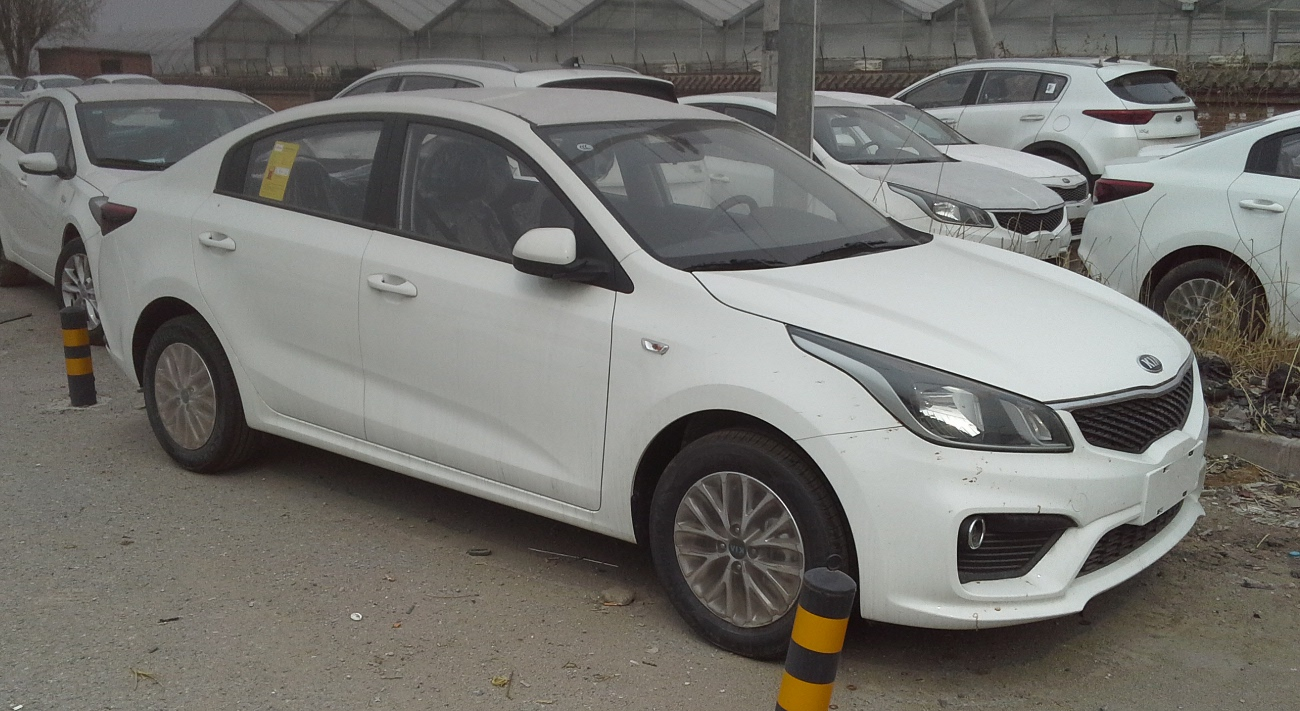
Kia K2
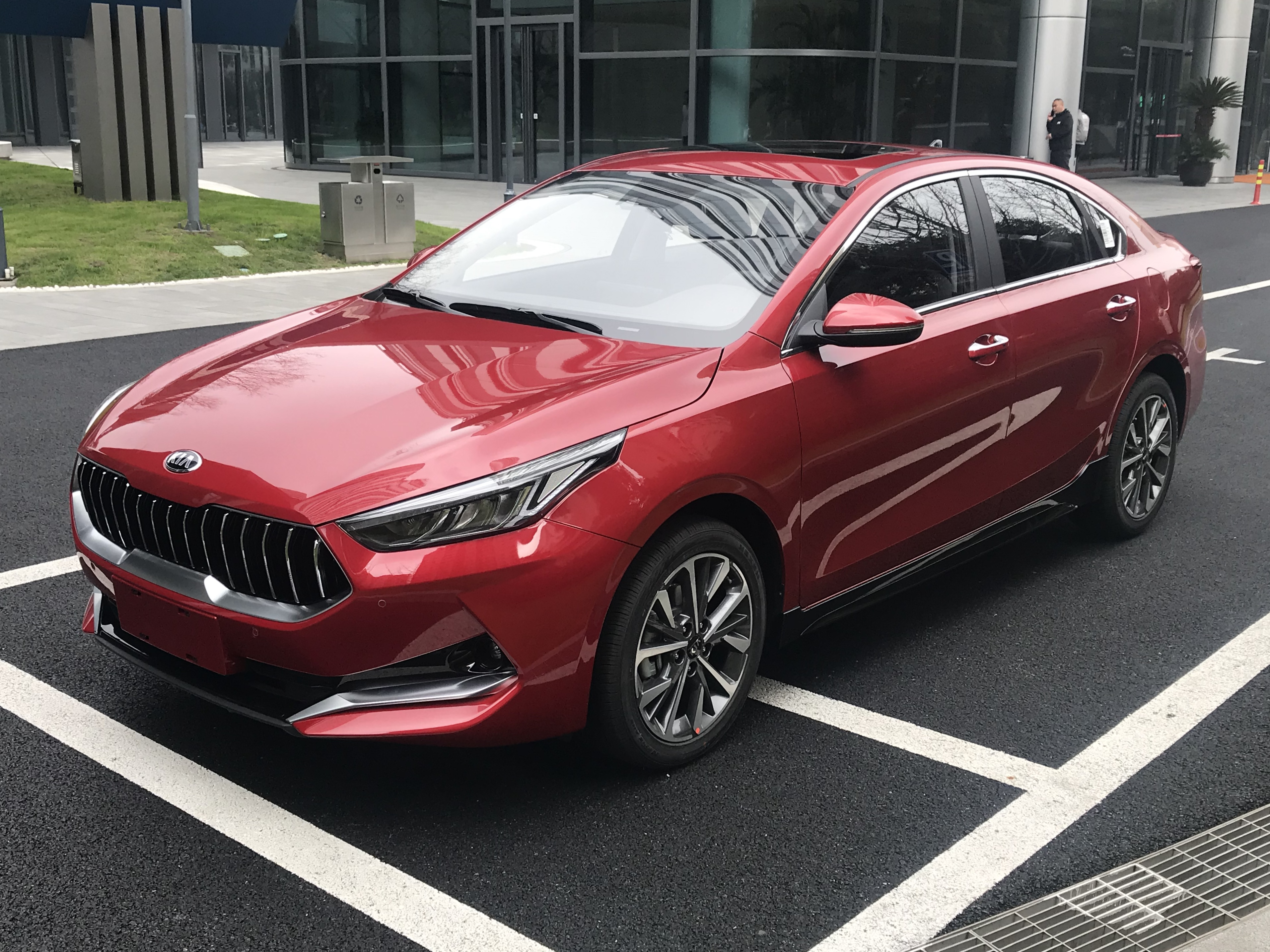
Kia K3
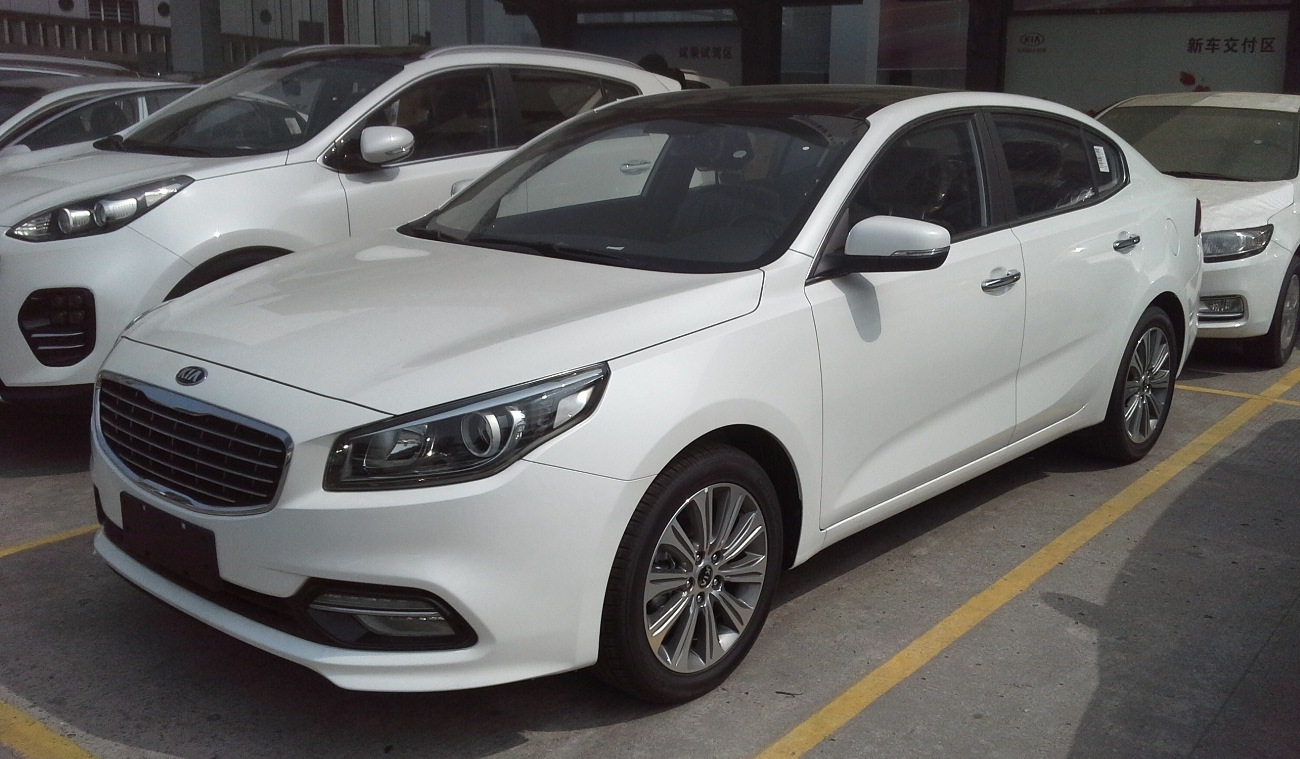
Kia K4
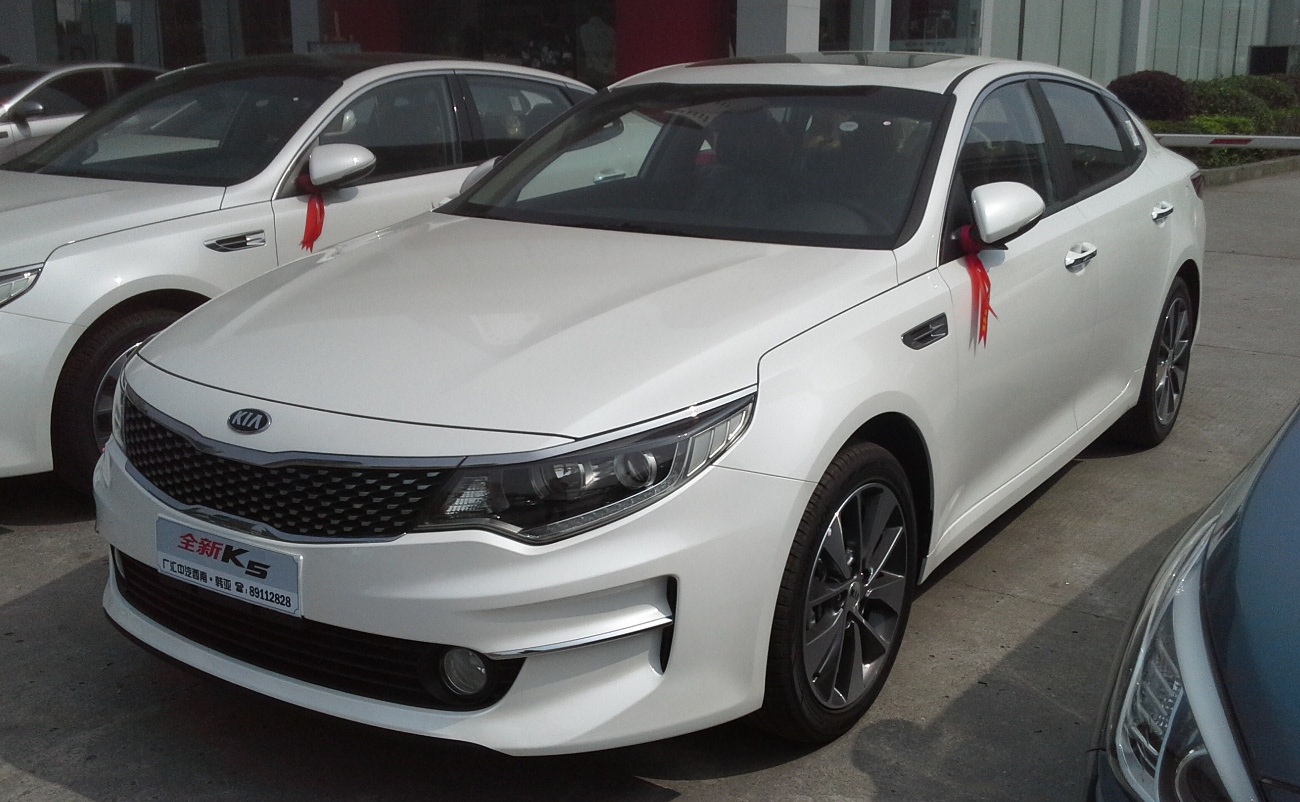
Kia K5
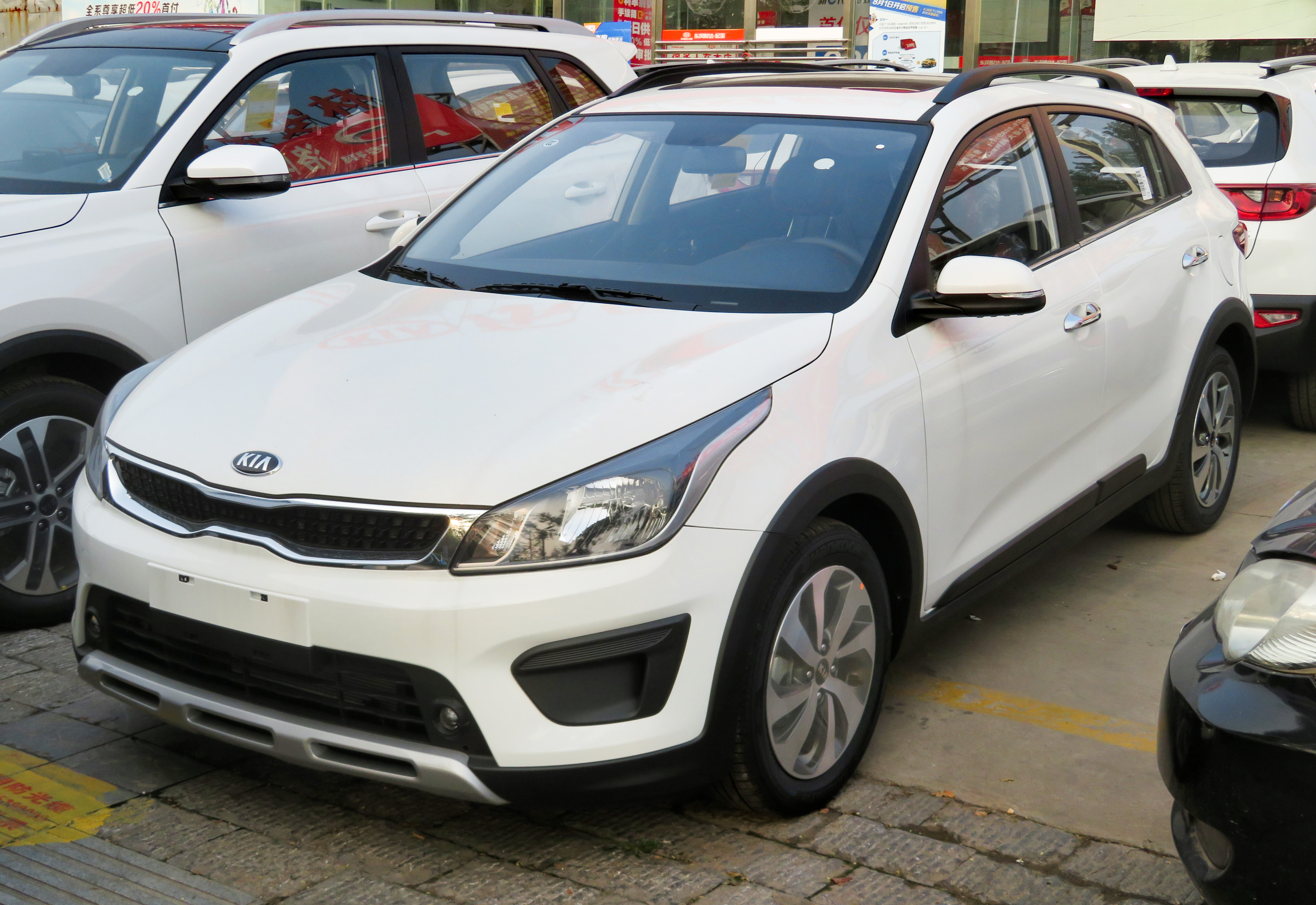
Kia KX Cross
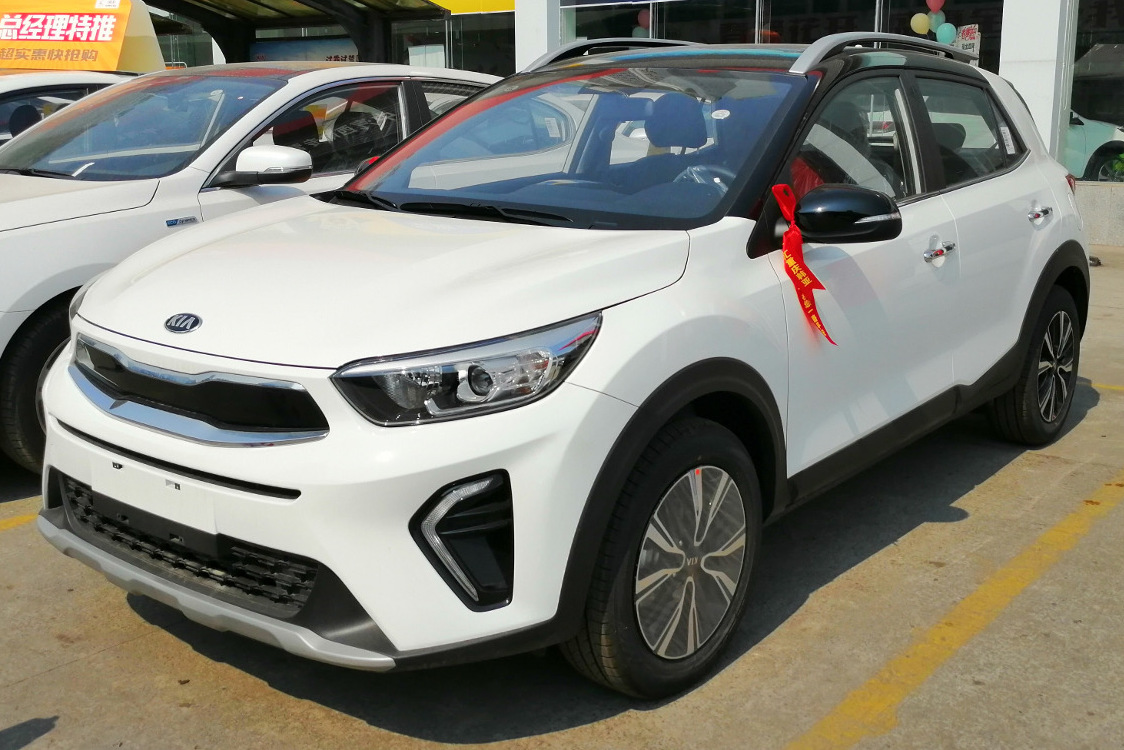
Kia KX1
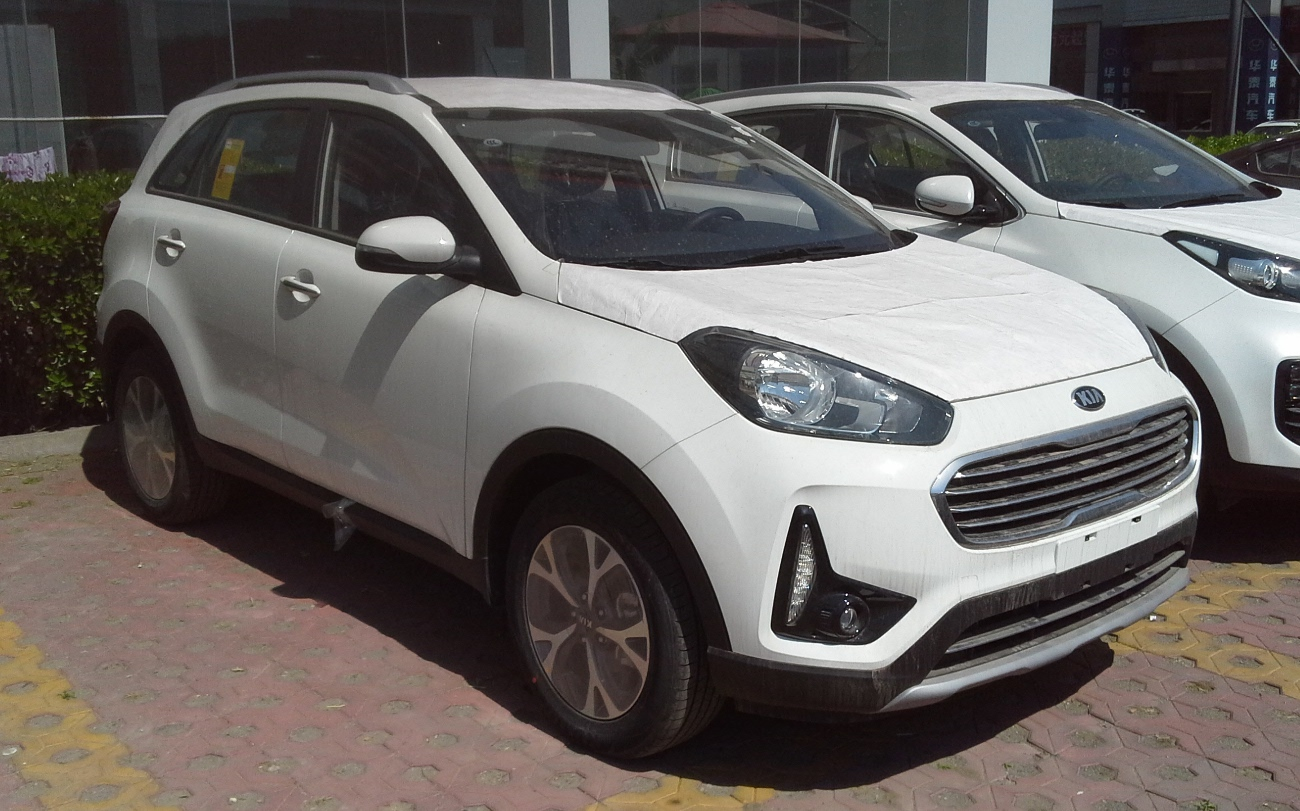
Kia KX3
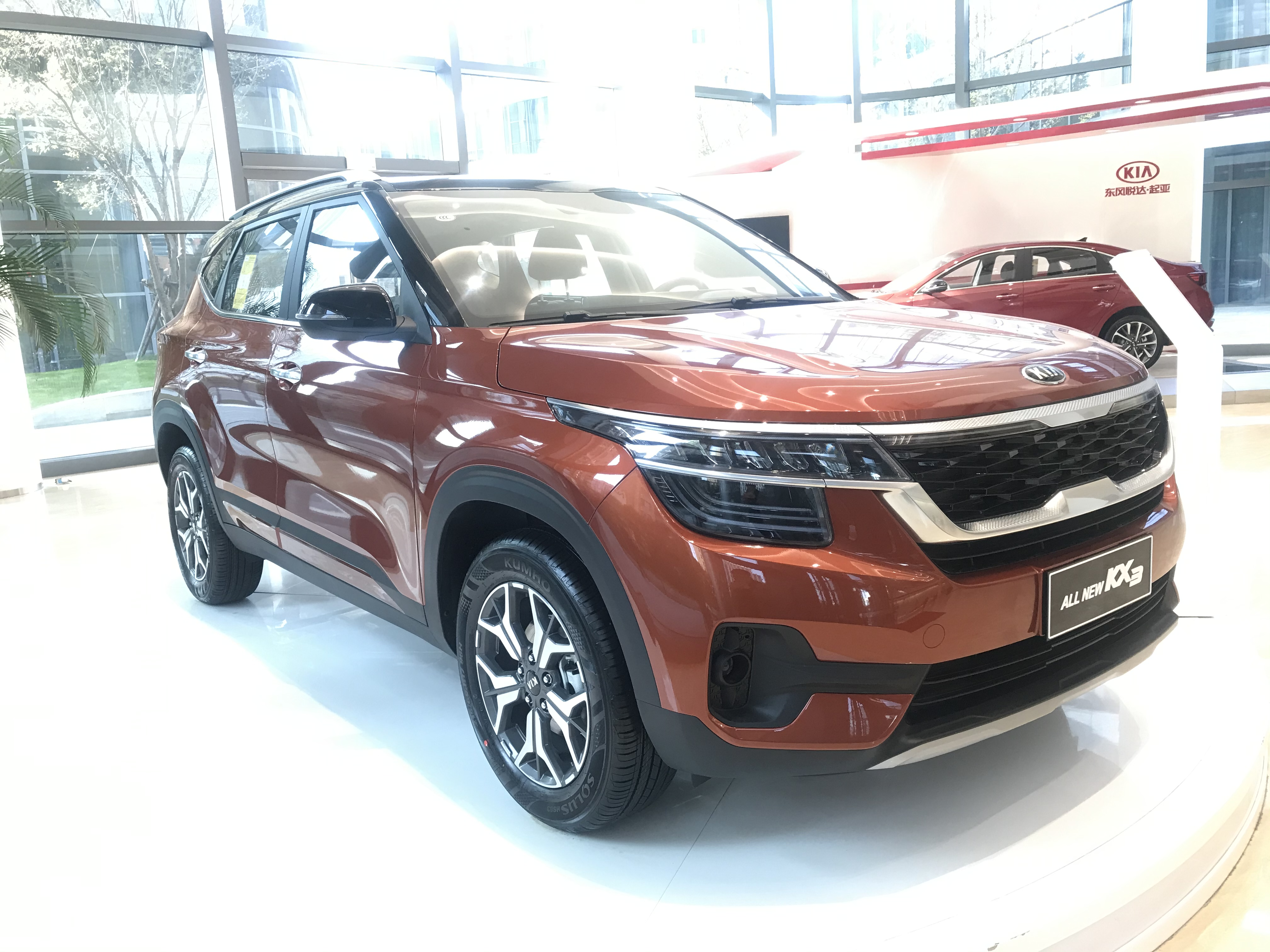
Kia KX3 Aopao
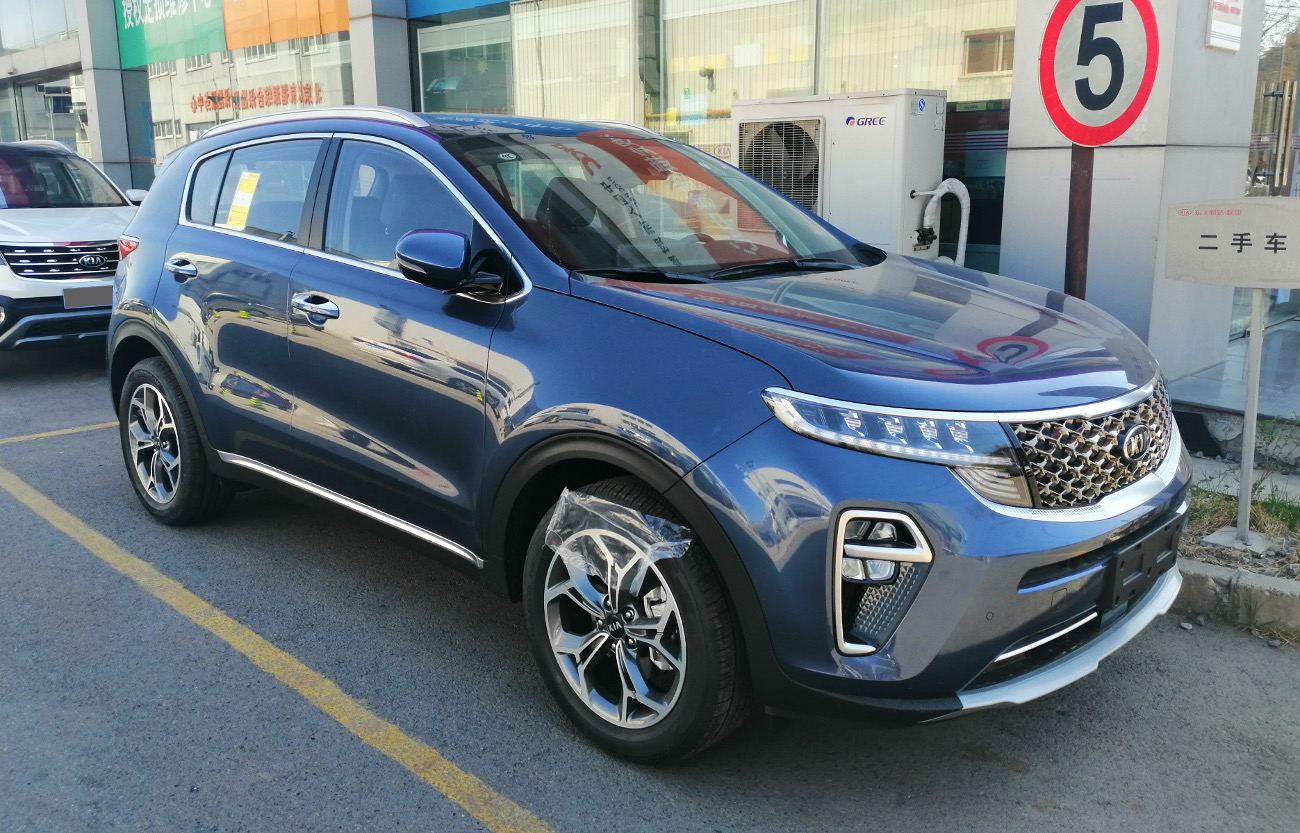
Kia KX5
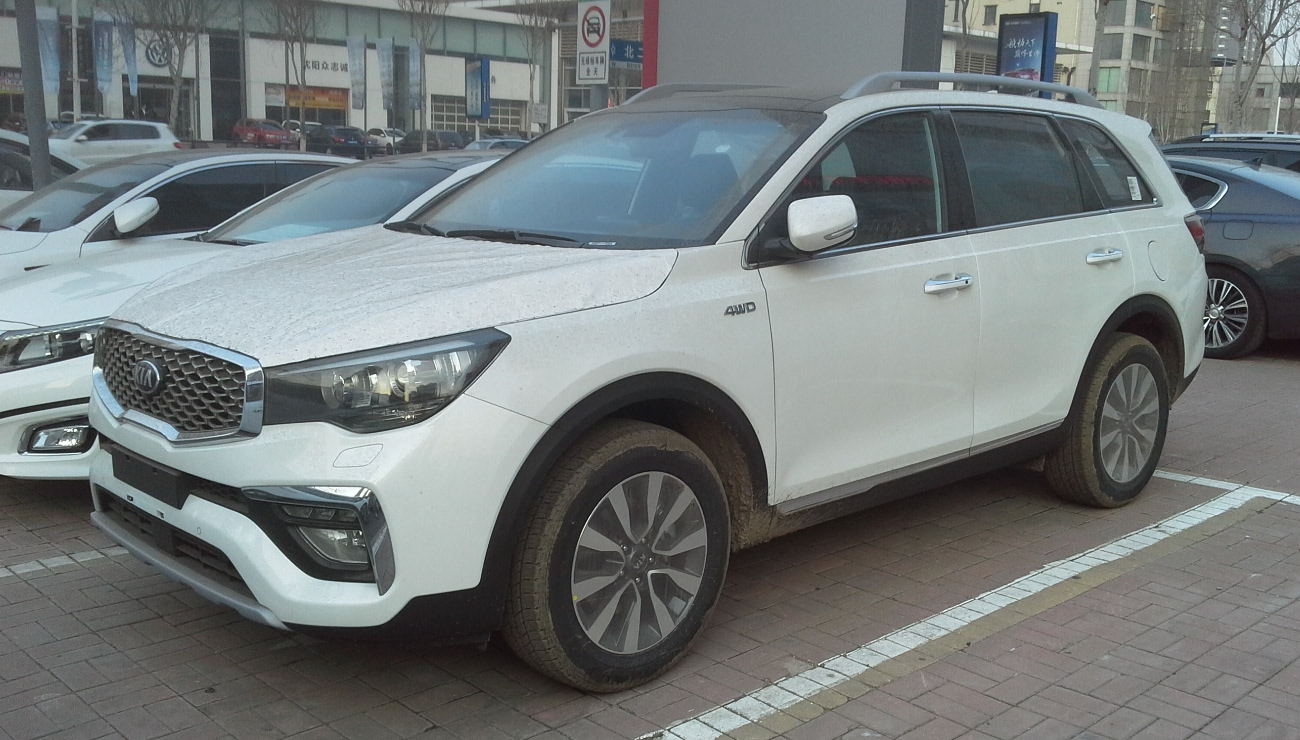
Kia KX7
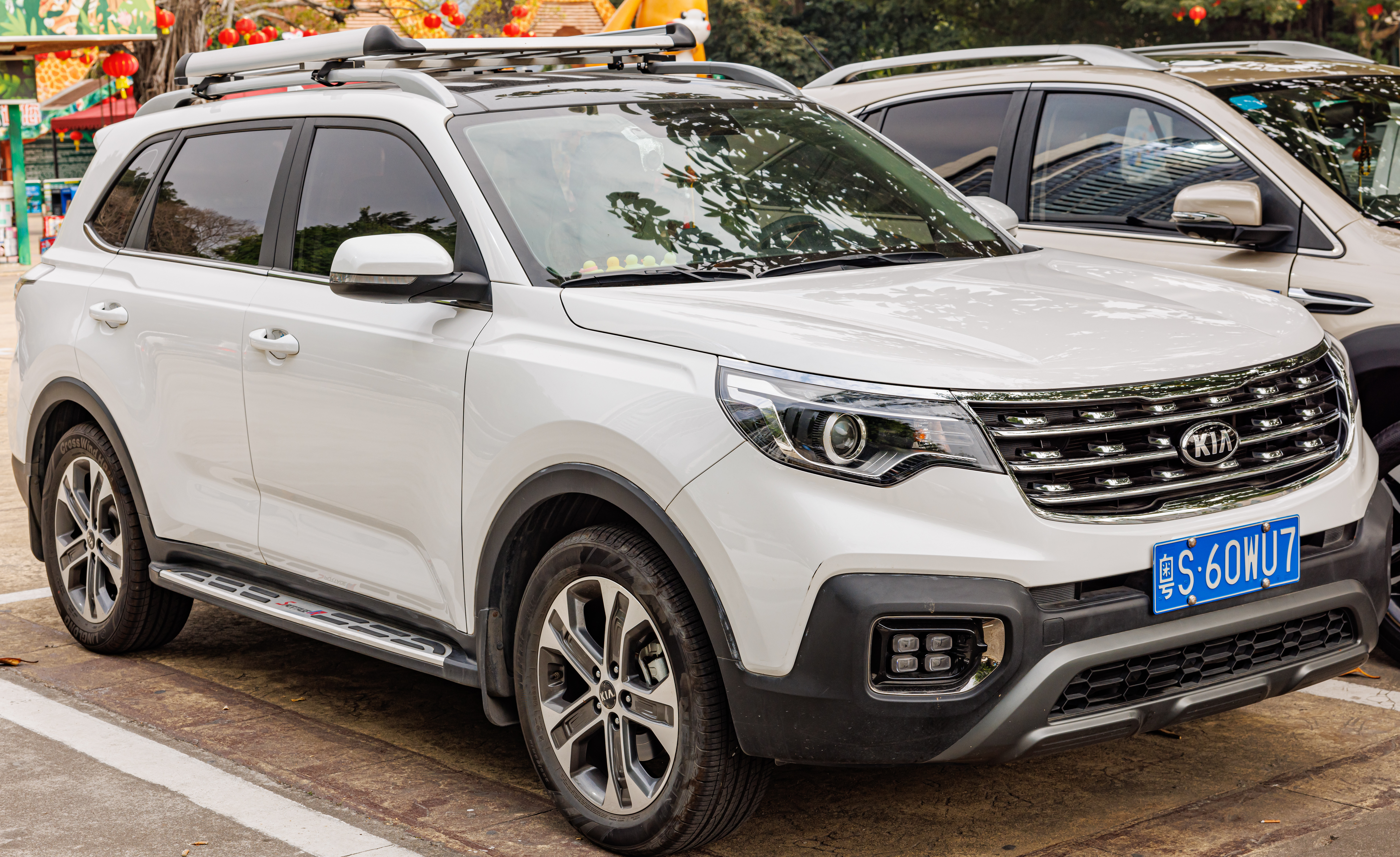
Kia Sportage
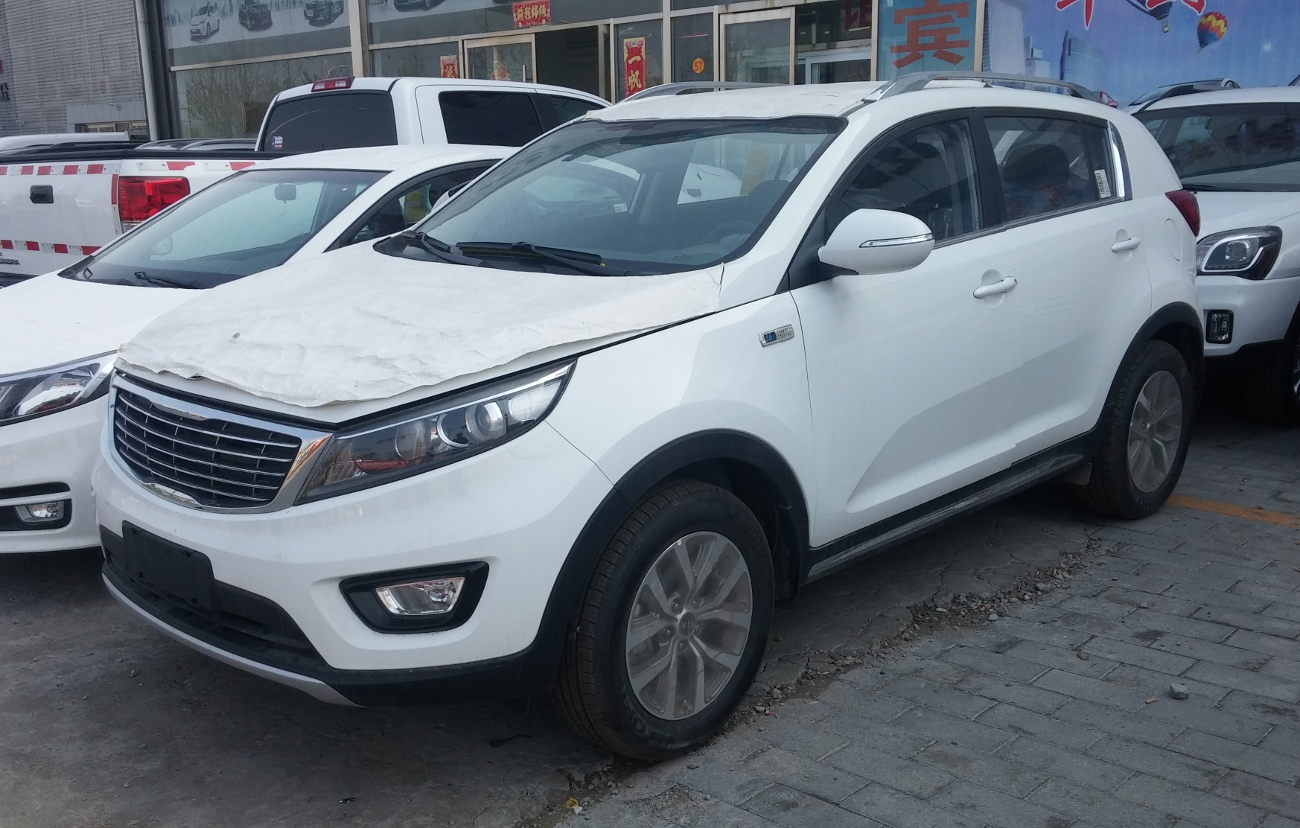
Kia Sportage R